# آینه، آینه (فیلم ۱۹۹۰)
آینه، آینه (به انگلیسی: Mirror, Mirror) فیلمی محصول سال ۱۹۹۰ و به کارگردانی مارینا سارگنتی است. در این فیلم بازیگرانی همچون رینبو هاروست، کرن بلک، ایوان دکارلو، ویلیام ساندرسون و استیون توبولوسکی ایفای نقش کرده‌اند. دنباله این فیلم آینه، آینه ۲: رقص کلاغ و آینه، آینه ۳: چشم‌چران نام دارد.